# Lloyd Irvin
Lloyd Irvin Jr. é um praticante e treinador de artes marciais mistas (MMA) e jiu-jitsu brasileiro faixa-preta. Fundador da Team Lloyd Irvin, a primeira equipe não brasileira a conquistar um título mundial por equipes, ele é o treinador principal de diversos campeões do grappling.

## Biografia
Lloyd Emory Irvin Jr. (Estados Unidos,17 de maio de 1969) começou a treinar boxe e wrestling ainda jovem, em 1983. Após assistir às lutas de Royce Gracie no UFC, Irvin iniciou o treinamento de jiu-jitsu brasileiro em uma academia em Rockville, Maryland, sob a instrução de Mario Yamasaki e Leo Dalla. Após um mês, recebeu a faixa-azul e continuou treinando, fundando sua própria academia e utilizando campanhas publicitárias agressivas para promovê-la. Em 2008 e 2012, Irvin venceu o Campeonato Mundial Sem Kimono da IBJJF na categoria Master 2 Super Pesado.
Em 2008, Lloyd Irvin, sua família e o ex-aluno Brandon Vera foram vítimas de um assalto domiciliar. Segundo relatos, Irvin conseguiu desarmar um dos assaltantes, fazendo com que ambos fugissem da residência pouco depois. Não houve relatos de feridos.

### Equipe Lloyd Irvin
Irvin tornou-se o treinador principal da equipe que leva seu nome, a Team Lloyd Irvin, uma organização de jiu-jitsu brasileiro e artes marciais mistas com atuação nos estados do Atlântico Central dos Estados Unidos. Diversos grapplers e lutadores de MMA proeminentes já treinaram em sua academia, como Mike Fowler, JT Torres e Ryan Hall. A equipe de Irvin tornou-se uma das melhores, conquistando medalhas em alguns dos campeonatos de jiu-jitsu mais prestigiados.

#### Acusações de má conduta sexual
Em janeiro de 2013, dois alunos de Lloyd Irvin (Nicholas Schultz e Matthew Maldonado) foram presos e acusados pelo estupro violento de uma colega de equipe na véspera de Ano Novo. Irvin foi alvo de críticas após vir à tona que ele havia sido acusado de envolvimento em um caso de estupro coletivo em 1989, do qual foi absolvido, embora seus coacusados tenham sido condenados. Após a polêmica, surgiram relatos de abuso, incluindo alegações de má conduta sexual, feitas por ex-alunos de Irvin. Como consequência, a maioria dos competidores de elite da equipe, incluindo Keenan Cornelius, JT Torres, Marcos Yemaso e Jordon Shultz, deixaram a equipe.  Em março de 2013, Irvin encerrou seu programa de afiliados, alegando estar sendo vítima de uma “mentalidade de linchamento”.

## Carte MMA
| Cartel no MMA   |           |           |
| 1 luta          | 1 vitória | 0 derrota |
| Por finalização | 1         | 0         |

| Res.    | Cartel | Oponente    | Método                  | Evento                         | Data                  | Round | Tempo | Local          | Notas |
| ------- | ------ | ----------- | ----------------------- | ------------------------------ | --------------------- | ----- | ----- | -------------- | ----- |
| Vitória | 1–0    | Arthur Gant | Finalização (heel hook) | USVTO – US Vale Tudo Open 1996 | 6 de novembro de 1996 | 1     | 1:48  | Estados Unidos |       |